# Bodil/Bester dänischer Film

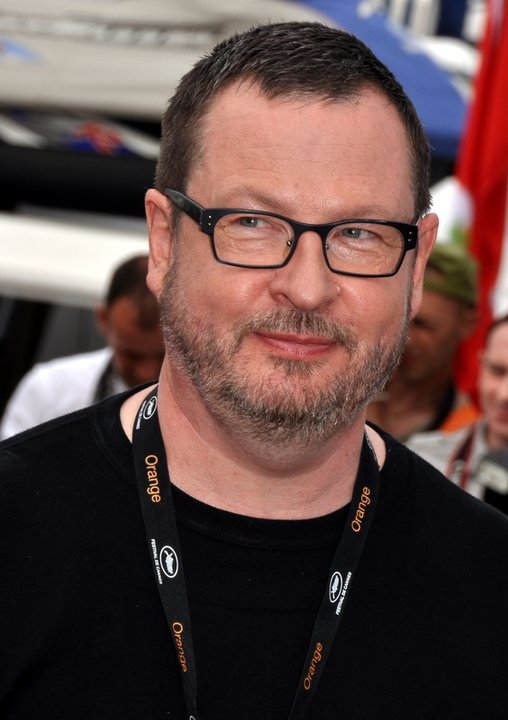
Lars von Trier

Gewinner des dänischen Filmpreises Bodil in der Kategorie Bester dänischer Film (Bedste danske film). Der Verband der dänischen Filmkritiker und Drehbuchautoren (dänisch Filmmedarbejderforeningen) vergibt seit 1948 alljährlich seine Auszeichnungen für die besten Filmproduktionen und Filmschaffenden Ende Februar beziehungsweise Anfang März auf einer Gala in Kopenhagen.
Am erfolgreichsten in dieser Kategorie war Lars von Trier, dessen Filme es zwischen 1985 und 2012 auf sieben Auszeichnungen brachten, gefolgt von Lau Lauritzen und Nils Malmros mit je vier Siegen. Malmros ist bis heute der einzige Filmregisseur, dessen Regiearbeit sowohl als beste dänische Filmproduktion des Jahres, als auch in den vier Darstellerkategorien triumphieren konnte. Dies gelang ihm 1993 mit Kærlighedens smerte.

## Preisträger 1948–1999
| Jahr | Preisträger                                   | Deutscher Titel                                                      | Regie                                 |
| ---- | --------------------------------------------- | -------------------------------------------------------------------- | ------------------------------------- |
| 1948 | Soldaten og Jenny                             | nicht bekannt                                                        | Johan Jacobsen                        |
| 1949 | Støt står den danske sømand                   | nicht bekannt                                                        | Bodil Ipsen Lau Lauritzen             |
| 1950 | Susanne                                       | nicht bekannt                                                        | Torben Anton Svendsen                 |
| 1951 | Café Paradis                                  | nicht bekannt                                                        | Bodil Ipsen Lau Lauritzen             |
| 1952 | Det sande ansigt                              | nicht bekannt                                                        | Bodil Ipsen Lau Lauritzen             |
| 1953 | Adam og Eva                                   | nicht bekannt                                                        | Erik Balling                          |
| 1954 | Farlig Ungdom                                 | Die Verführten                                                       | Lau Lauritzen                         |
| 1955 | Ordet                                         | Das Wort                                                             | Carl Theodor Dreyer                   |
| 1956 | På tro og love                                | nicht bekannt                                                        | Torben Anton Svendsen                 |
| 1957 | Ingen tid til kærtegn                         | Sei lieb zu mir                                                      | Annelise Hovmand                      |
| 1958 | Bundfald                                      | nicht bekannt                                                        | Palle Kjærulff-Schmidt Robert Sasskin |
| 1959 | En fremmed banker på                          | Ein Fremder klopft an                                                | Johan Jacobsen                        |
| 1960 | Vi er allesammen tossede                      | nicht bekannt                                                        | Sven Methling                         |
| 1961 | Den sidste vinter                             | Kein Pardon nach Mitternacht                                         | Edvin Tiemroth Anker Sørensen         |
| 1962 | Harry og kammertjeneren                       | Harry und sein Kammerdiener                                          | Bent Christensen                      |
| 1963 | Weekend                                       | Weekend                                                              | Palle Kjærulff-Schmidt                |
| 1964 | Gaden uden ende                               | Straße ohne Ende                                                     | Mogens Vemmer                         |
| 1965 | Gertrud                                       | Gertrud                                                              | Carl Theodor Dreyer                   |
| 1966 | Slå først, Frede                              | Kaliber 7,65 – Diebesgrüße aus Kopenhagen                            | Erik Balling                          |
| 1967 | Sult                                          | Hunger                                                               | Henning Carlsen                       |
| 1968 | Mennesker mødes og sød musik opstår i hjertet | Sie treffen sich, sie lieben sich, und ihr Herz ist voll süßer Musik | Henning Carlsen                       |
| 1969 | Balladen om Carl-Henning                      | Die Ballade von Carl-Henning                                         | Lene Grønlykke Sven Grønlykke         |
| 1970 | Midt i en jazztid                             | nicht bekannt                                                        | Knud Leif Thomsen                     |
| 1971 | Ang. Lone                                     | Das Mädchen Lone                                                     | Franz Ernst                           |
| 1972 | Den forsvundne fuldmægtig                     | nicht bekannt                                                        | Gert Fredholm                         |
| 1973 | Flugten                                       | nicht bekannt                                                        | Hans Kristensen                       |
| 1974 | Preis nicht vergeben                          | Preis nicht vergeben                                                 | Preis nicht vergeben                  |
| 1975 | Lars-Ole 5.c                                  | Lars Ole, Klasse 5c                                                  | Nils Malmros                          |
| 1976 | Den korte sommer                              | nicht bekannt                                                        | Edward Fleming                        |
| 1977 | Drenge                                        | nicht bekannt                                                        | Nils Malmros                          |
| 1978 | Mig og Charly                                 | nicht bekannt                                                        | Morten Arnfred Henning Kristiansen    |
| 1979 | Honning måne                                  | Flitterwochen                                                        | Bille August                          |
| 1980 | Johnny Larsen                                 | Johnny Larsen                                                        | Morten Arnfred                        |
| 1981 | Jeppe på bjerget                              | Jeppe vom Berge                                                      | Kaspar Rostrup                        |
| 1982 | Gummi-Tarzan                                  | Gummi Tarzan                                                         | Søren Kragh-Jacobsen                  |
| 1983 | Der er et yndigt land                         | nicht bekannt                                                        | Morten Arnfred                        |
| 1984 | Skønheden og udyret                           | Lieber Vater, ich bin sechzehn                                       | Nils Malmros                          |
| 1985 | Forbrydelsens element                         | The Element of Crime                                                 | Lars von Trier                        |
| 1986 | Manden i månen                                | nicht bekannt                                                        | Erik Clausen                          |
| 1987 | Flamberede hjerter                            | Flambierte Herzen                                                    | Helle Ryslinge                        |
| 1988 | Pelle Erobreren                               | Pelle, der Eroberer                                                  | Bille August                          |
| 1989 | Skyggen af Emma                               | Emmas Schatten                                                       | Søren Kragh-Jacobsen                  |
| 1990 | Dansen med Regitze                            | Tanzen mit Regitze                                                   | Kaspar Rostrup                        |
| 1991 | Lad isbjørnene danse                          | Laß die Eisbären tanzen                                              | Birger Larsen                         |
| 1992 | Europa                                        | Europa                                                               | Lars von Trier                        |
| 1993 | Kærlighedens smerte                           | nicht bekannt                                                        | Nils Malmros                          |
| 1994 | De frigjorte                                  | nicht bekannt                                                        | Erik Clausen                          |
| 1995 | Riget                                         | The Kingdom – Hospital der Geister                                   | Lars von Trier                        |
| 1996 | Menneskedyret                                 | nicht bekannt                                                        | Carsten Rudolf                        |
| 1997 | Breaking the Waves                            | Breaking the Waves                                                   | Lars von Trier                        |
| 1998 | Let’s Get Lost                                | Let’s Get Lost                                                       | Jonas Elmer                           |
| 1999 | Festen                                        | Das Fest                                                             | Thomas Vinterberg                     |

## Preisträger und Nominierungen 2000–2009
2000
Der einzig Richtige (Den eneste ene) – Regie: Susanne Bier
Bleeder – Regie: Nicolas Winding Refn
Bornholms stemme – Regie: Lotte Svendsen
Magnetisörens femte vinter – Regie: Morten Henriksen
Mifune – Dogma III (Mifunes sidste sang) – Regie: Søren Kragh-Jacobsen

2001
Die Bank (Bænken) – Regie: Per Fly
Blinkende Lichter (Blinkende lygter) – Regie: Anders Thomas Jensen
Dancer in the Dark – Regie: Lars von Trier
Italienisch für Anfänger (Italiensk for begyndere) – Regie: Lone Scherfig
Miracle – Ein Engel für Dennis P. (Mirakel) – Regie: Natasha Arthy

2002
Kira (En kærlighedshistorie) – Regie: Ole Christian Madsen
Ein Jackpot für Helene (At klappe med een hånd) – Regie: Gert Fredholm
Family – Regie: Sami Martin Saif und Phie Ambo-Nielsen
Ein richtiger Mensch (Et rigtigt menneske) – Regie: Åke Sandgren
En sang for Martin – Regie: Bille August

2003
Open Hearts (Elsker dig for evigt) – Regie: Susanne Bier
At kende sandheden – Regie: Nils Malmros
Okay – Regie: Jesper W. Nielsen
Kleine Missgeschicke (Små ulykker) – Regie: Annette K. Olesen
Wilbur Wants to Kill Himself (Wilbur begår selvmord) – Regie: Lone Scherfig

2004
Dogville – Regie: Lars von Trier
Das Erbe (Arven) – Regie: Per Fly
Bagland – Regie: Anders Gustafsson
Reconstruction – Regie: Christoffer Boe
Stealing Rembrandt – Klauen für Anfänger (Rembrandt) – Regie: Jannik Johansen

2005
King’s Game (Kongekabale) – Regie: Nikolaj Arcel
Brothers – Zwischen Brüdern (Brødre) – Regie: Susanne Bier
In deinen Händen (Forbrydelser) – Regie: Annette K. Olesen
Pusher II – Regie: Nicolas Winding Refn
Terkel i knibe – Regie: Stefan Fjeldmark, Kresten Vestbjerg Andersen und Thorbjørn Christoffersen

2006
Totschlag – Im Teufelskreis der Gewalt (Drabet) – Regie: Per Fly
Adams Äpfel (Adams æbler) – Regie: Anders Thomas Jensen
Manderlay – Regie: Lars von Trier
Todeshochzeit (Mørke) – Regie: Jannik Johansen
Nordkraft – Regie: Ole Christian Madsen

2007
En Soap (En soap) – Regie: Pernille Fischer Christensen
Nach der Hochzeit (Efter brylluppet) – Regie: Susanne Bier
Prag – Regie: Ole Christian Madsen
Råzone – Regie: Christian E. Christiansen
Der Traum (Drømmen) – Regie: Niels Arden Oplev

2008
Kunsten at græde i kor – Regie: Peter Schønau Fog
AFR – Regie: Morten Hartz Kaplers
Fightgirl Ayşe (Fighter) – Regie: Natasha Arthy
Hvid nat – Regie: Jannik Johansen

2009
Frygtelig Lykkelig – Regie: Henrik Ruben Genz
Gå med fred Jamil – Regie: Omar Shargawi
Little Soldier (Lille soldat) – Regie: Annette K. Olesen
Tage des Zorns (Flammen og Citronen) – Regie: Ole Christian Madsen
To Verdener – Regie: Niels Arden Oplev

## Preisträger und Nominierungen ab 2010
2010
Antichrist – Regie: Lars von Trier
Applaus – Regie: Martin Zandvliet
Headhunter – Regie: Rumle Hammerich
Kærestesorger – Regie: Nils Malmros
Old Boys – Regie: Nikolaj Steen

2011
R – Regie: Michael Noer und Tobias Lindholm
In einer besseren Welt (Hævnen) – Regie: Susanne Bier
Klovn: The Movie – Regie: Mikkel Nørgaard
Die Wahrheit über Männer (Sandheden om mænd) – Regie: Nikolaj Arcel
Submarino – Regie: Thomas Vinterberg

2012
Melancholia – Regie: Lars von Trier
Dirch – Regie: Martin P. Zandvliet
Eine Familie (En familie) – Regie: Pernille Fischer Christensen
Frit Fald – Regie: Heidi Maria Faisst
Superclassico … meine Frau will heiraten! (SuperClásico) – Regie: Ole Christian Madsen

2013
Kapringen – Regie: Tobias Lindholm
10 timer til Paradis – Regie: Mads Matthiesen
Die Königin und der Leibarzt (En kongelig affære) – Regie: Nikolaj Arcel
Undskyld jeg forstyrrer – Regie: Henrik Ruben Genz
You and Me Forever – Regie: Kaspar Munk

2014
Die Jagd (Jagten) – Regie: Thomas Vinterberg
Erbarmen (Kvinden i buret) – Regie: Mikkel Nørgaard
Der Nordwesten (Nordvest) – Regie: Michael Noer
Nymphomaniac – Regie: Lars von Trier
Sorg og glæde – Regie: Nils Malmros

2015
Silent Heart – Mein Leben gehört mir (Stille hjerte) – Regie: Bille August
All Inclusive – Regie: Hella Joof
Speed Walking (Kapgang) – Regie: Niels Arden Oplev
Der Mondfisch (Klumpfisken) – Regie: Søren Balle
When Animals Dream (Når dyrene drømmer) – Regie: Jonas Alexander Arnby

2016
Unter dem Sand – Das Versprechen der Freiheit (Under sandet) – Regie: Martin Zandvliet
Dorf der verlorenen Jugend (Bridgend) – Regie: Jeppe Rønde
The Idealist – Geheimakte Grönland (Idealisten) – Regie: Christina Rosendahl
Sommer ’92 (Sommeren ’92) – Regie: Kasper Barfoed
A War (Krigen) – Regie: Tobias Lindholm

2017
Im Blut (I blodet) – Regie: Rasmus Heisterberg
Die Kommune (Kollektivet) – Regie: Thomas Vinterberg
The Neon Demon – Regie: Nicolas Winding Refn
Parents (Forældre) – Regie: Christian Tafdrup
Shelley – Regie: Ali Abbasi

2018
Winter Brothers (Vinterbrødre) – Regie: Hlynur Pálmason
Darkland (Underverden) – Regie: Fenar Ahmad
Team Hurricane – Regie: Annika Berg
Mens vi lever – Regie: Mehdi Avaz
En frygtelig kvinde – Regie: Christian Tafdrup

2019
Holiday – Sonne, Schmerz und Sinnlichkeit (Holiday) – Regie: Isabella Eklöf
Alle Jahre wieder ... (Den tid på året) – Regie: Paprika Steen
Ditte & Louise – Regie: Niclas Bendixen
The Guilty (Den skyldige) – Regie: Gustav Möller
Der karierte Ninja (Ternet ninja) – Regie: Thorbjørn Christoffersen, Anders Matthesen

## Preisträger und Nominierungen ab 2020
2020
Königin (Dronningen) – Regie: May el-Toukhy
Cutterhead – Regie: Rasmus Kloster Bro
Før frosten – Regie: Michael Noer
De frivillige – Regie: Frederikke Aspöck
Onkel – Regie: Frelle Petersen

2021
Der Rausch (Druk) – Regie: Thomas Vinterberg
Helden der Wahrscheinlichkeit (Retfærdighedens ryttere) – Regie: Anders Thomas Jensen
Shorta – Das Gesetz der Straße (Shorta) – Regie: Anders Ølholm, Frederik Louis Hviid
Eine total normale Familie (En helt almindelig familie) – Regie: Malou Reymann
Vores mand i Amerika – Regie: Christina Rosendahl

2022
Hvor kragerne vender – Regie: Lisa Jespersen
Dinner for Two (Smagen af sult) – Regie: Christoffer Boe
Der karierte Ninja 2 (Ternet Ninja 2) – Regie: Thorbjørn Christoffersen, Anders Matthesen
Die Königin des Nordens (Margrete den første) – Regie: Charlotte Sieling
Venuseffekten – Regie: Anna Emma Haudal

2023
Resten af livet – Regie: Frelle Petersen
As in Heaven (Du som er i himlen) – Regie: Tea Lindeburg
Vanskabte Land – Regie: Hlynur Pálmason
Holy Spider – Regie: Ali Abbasi
Speak No Evil – Regie: Christian Tafdrup

2024
Bastarden – Regie: Nikolaj Arcel